# Hórreo

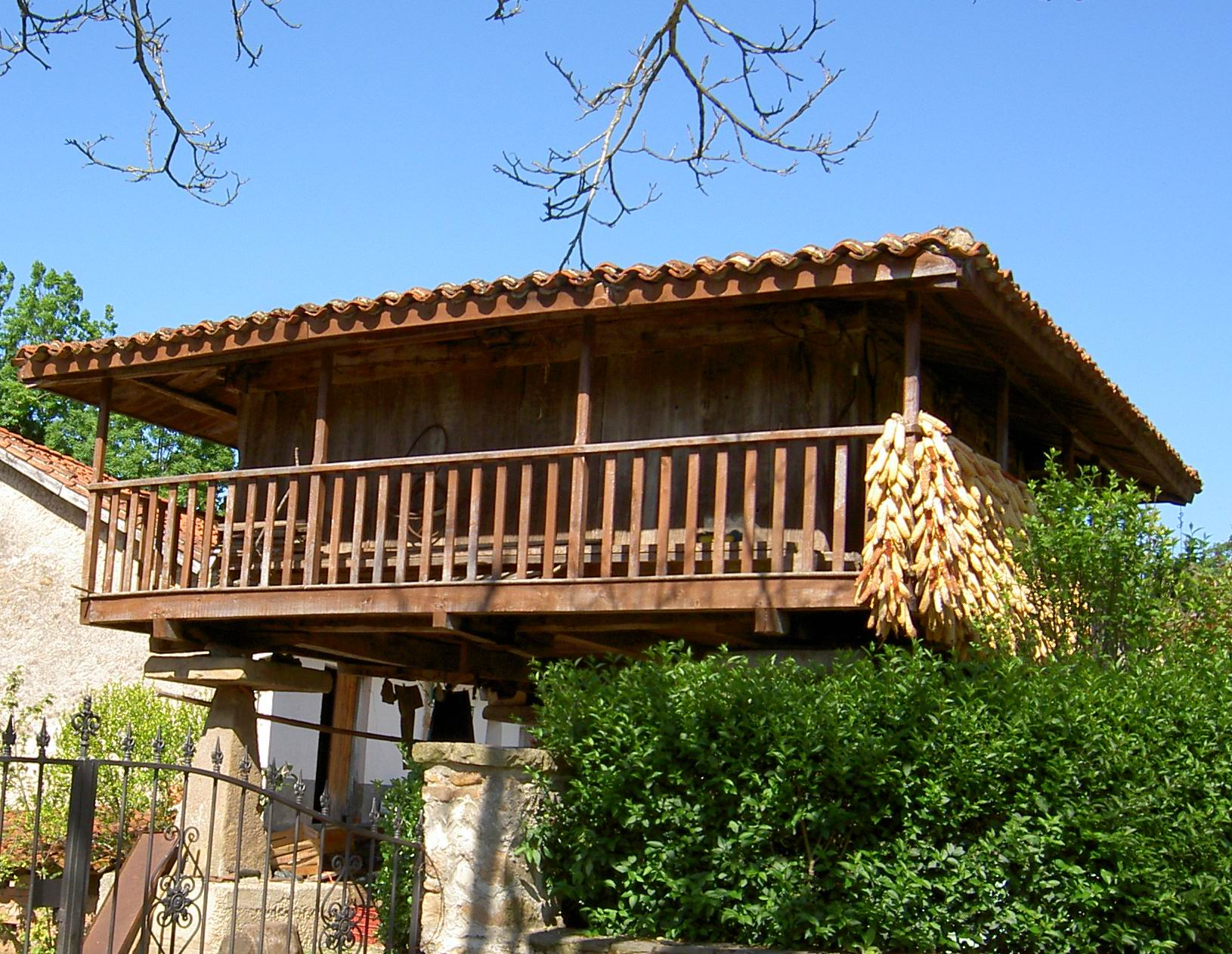
Hórreo tradicional asturiano en Deva, Asturias.

Dibujos de estilo Carreño (hórreo asturiano) en una panera de Molleda, Corvera, Asturias.

Un hórreo es una construcción destinada a guardar y conservar alimentos, especialmente grano, alejados de la humedad y de los animales, para mantenerlos en un estado óptimo para su consumo. Se caracteriza por mantenerse levantado sobre pilares o pegollos, para evitar la entrada de humedad y de animales (especialmente ratones y otros roedores) desde el suelo y por permitir la ventilación a través de ranuras en las paredes perimétricas. Originalmente fueron diseñados como almacenes de grano, carne o productos agrícolas, aunque su empleo se extendió a otros usos como taller artesanal, almacén de aperos, curado de embutidos, carnes o quesos, colmenar o palomar e incluso vivienda. El espacio de debajo también se aprovecha como cuadra o para guardar carros.

## Etimología
Hórreo viene del latín horreum (a su vez del griego, ὡρεῖον, ṓreion, 'granero'), que designaba a un edificio en el que se guardaban frutos del campo, sobre todo el grano.

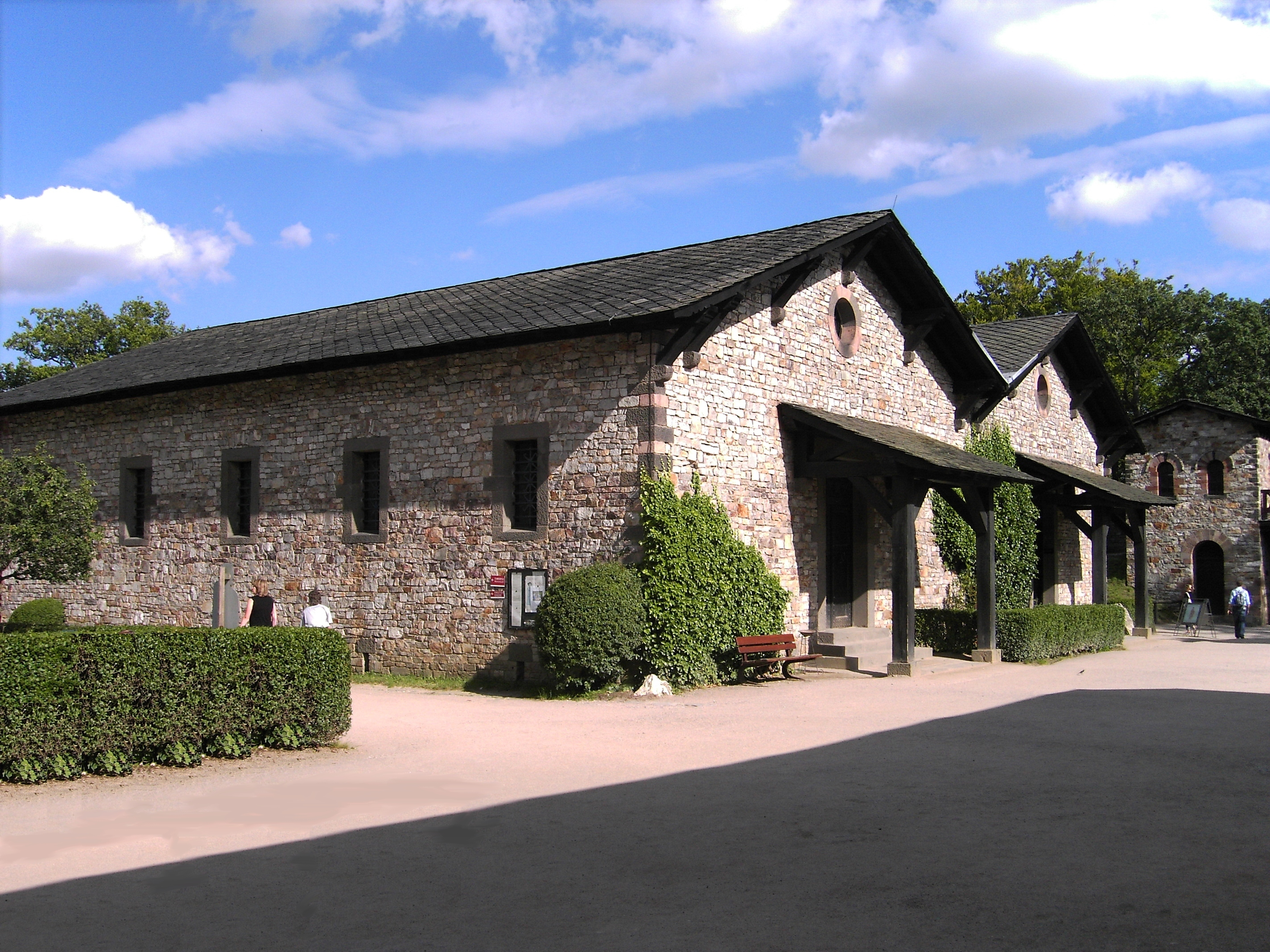
Reconstrucción de un horreum en Saalburg, Alemania.

Durante el Imperio el término horreum se empleaba para cualquier lugar destinado a conservar cosas de cualquier naturaleza, ya fuera vino (horrea vinearia), mercancías y provisiones (horreum penarium) o incluso dinero u obras de arte. Séneca dijo que su biblioteca era un horreum. El significado más extendido de la palabra es la de granero de frutos y cereales. Además de los horrea subterranea había otros dos tipos más capaces de mantener alejada la humedad, uno de ellos construido en superficie y el otro (el llamado horrea pensilia o sublimia) construido sobre pequeños pies de piedra verticales sobre el suelo.
Los horrea publica formaban parte del sistema público de abasto de las ciudades de la Antigua Roma y de la administración fiscal del Imperio. Se empleaban tanto para la recaudación de impuestos como para la conservación de los bienes que no se consideraban a seguro en las casas, o horreaticus. Estaban bajo la supervisión de un funcionario responsable llamado horrearius.
Sin embargo, otros autores consideran que el actual hórreo deriva de un órreo prerromano presente en la toponimia y en la hidronimia, y que ya tendría el significado de silo para el grano.

### Fuentes literarias

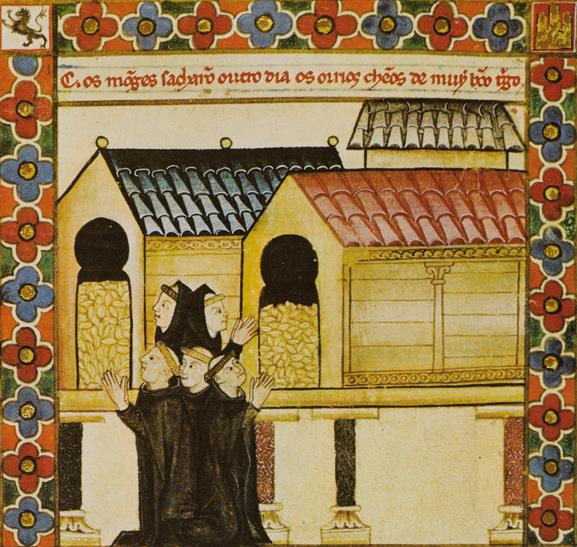
Miniatura de una de las Cantigas de Santa María, del, donde se aprecian dos hórreos góticos con puerta en arco de herradura en la pared frontal.

## Dispersión geográfica en la península ibérica

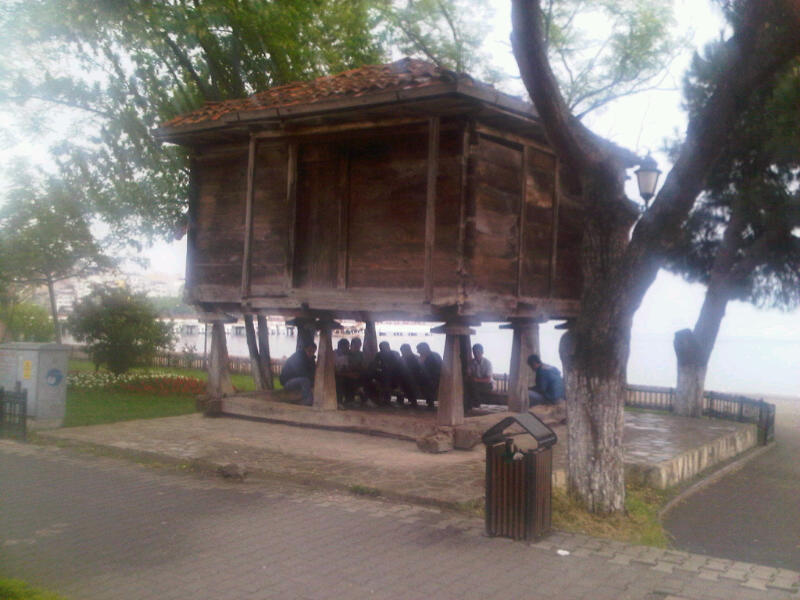
Un hórreo, traído del campo cercano, y expuesto en la ciudad costera de Ünye, de la Región del Mar Negro, Turquía, es utilizado como fuente de sombra por los lugareños, en el verano de 2011.

### Hórreo gallego

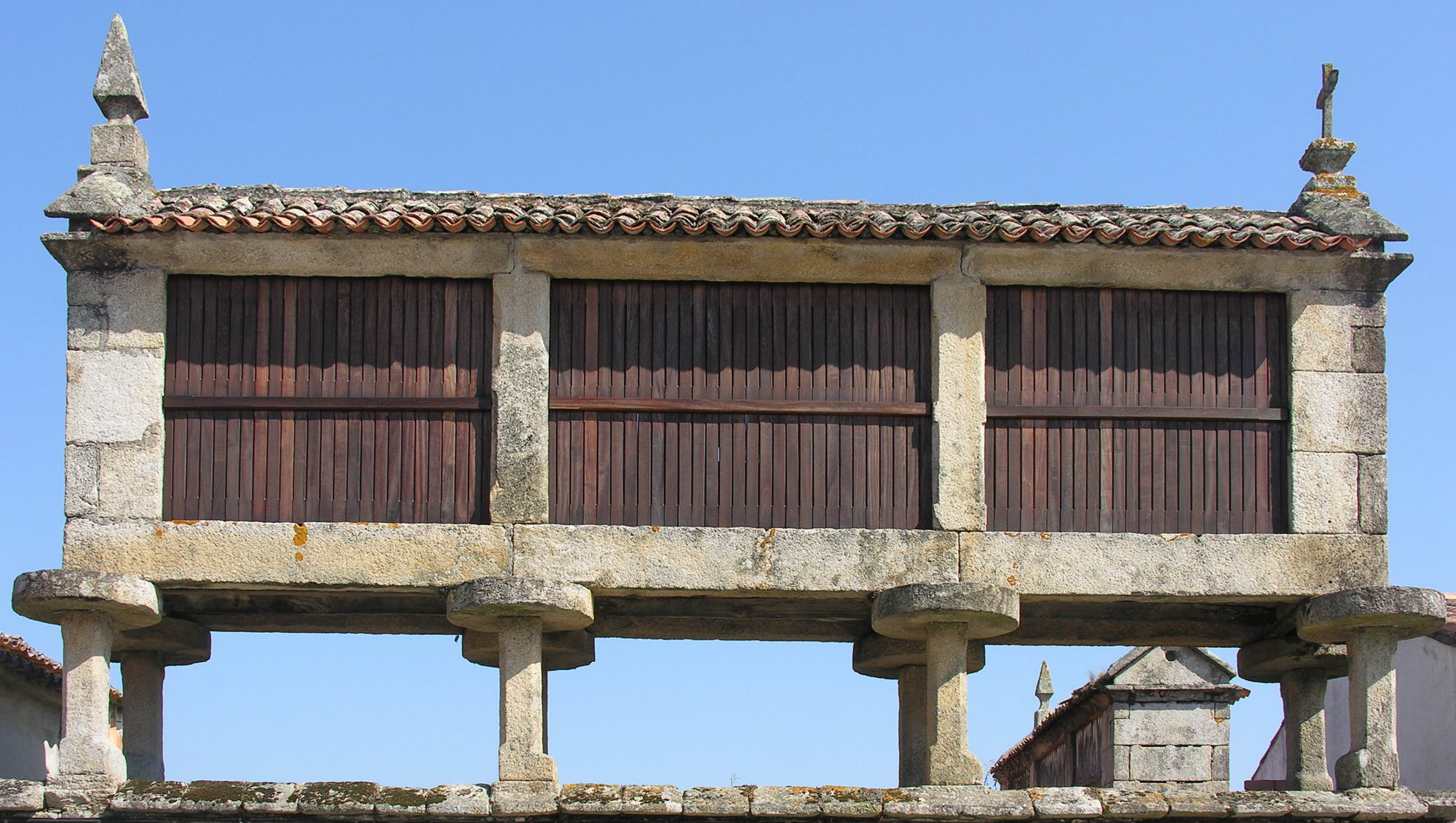
Hórreo mixto en Villanueva de Arosa, Pontevedra.

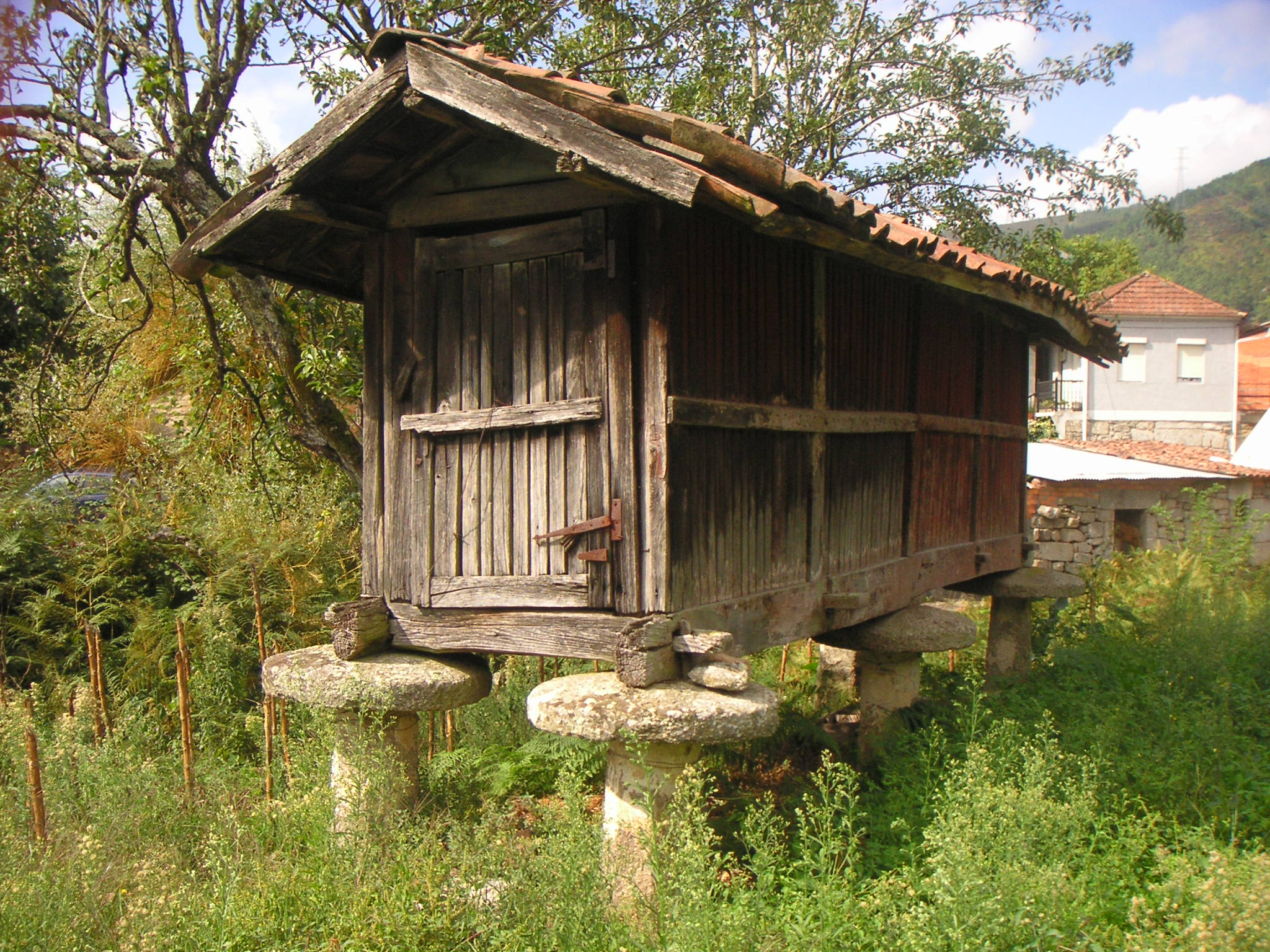
Hórreo de madera en Allariz, Orense.

### Hórreo asturiano

Partes del horru asturiano.

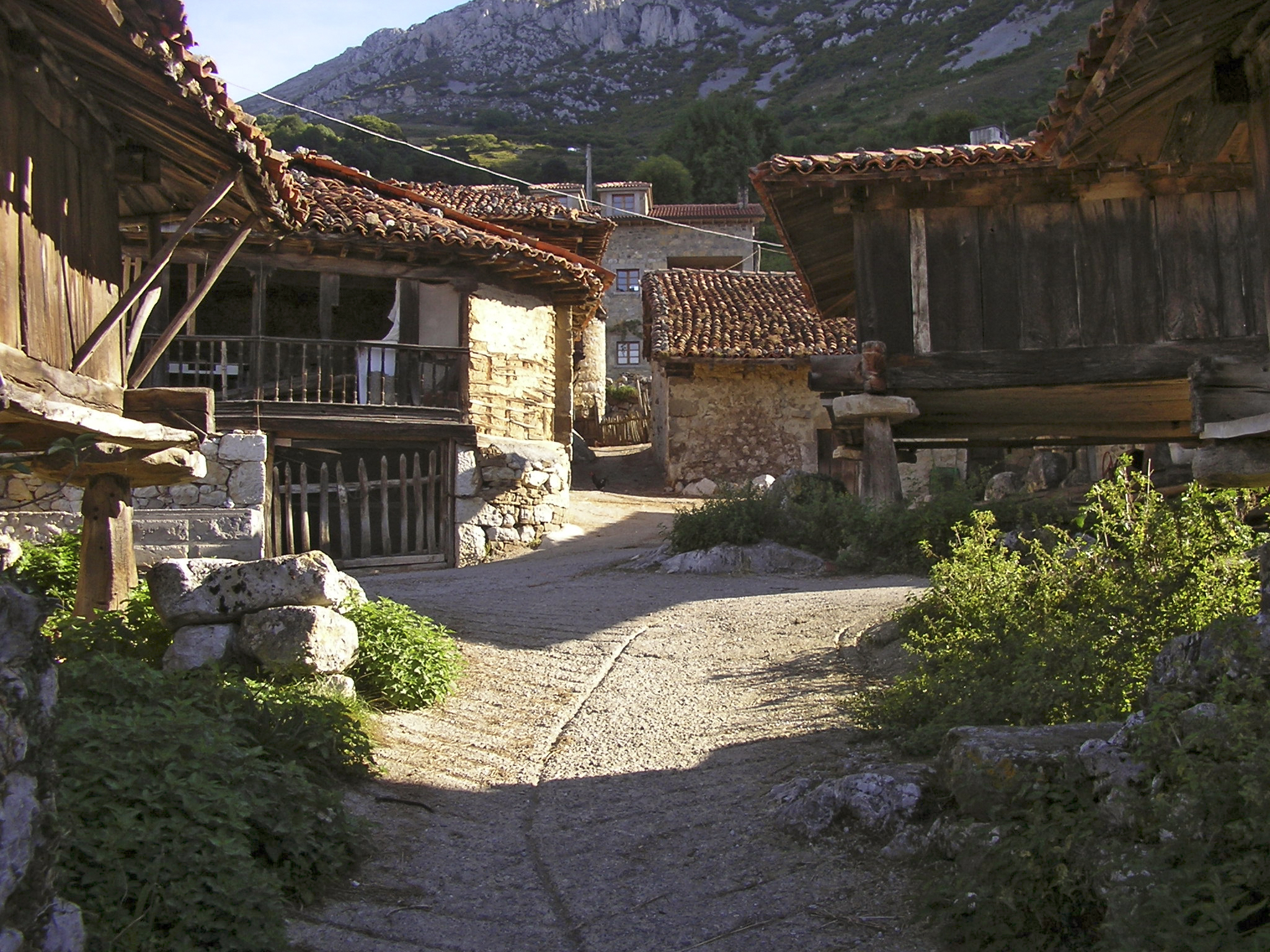
Hórreos en el pueblo asturiano de Bermiego.

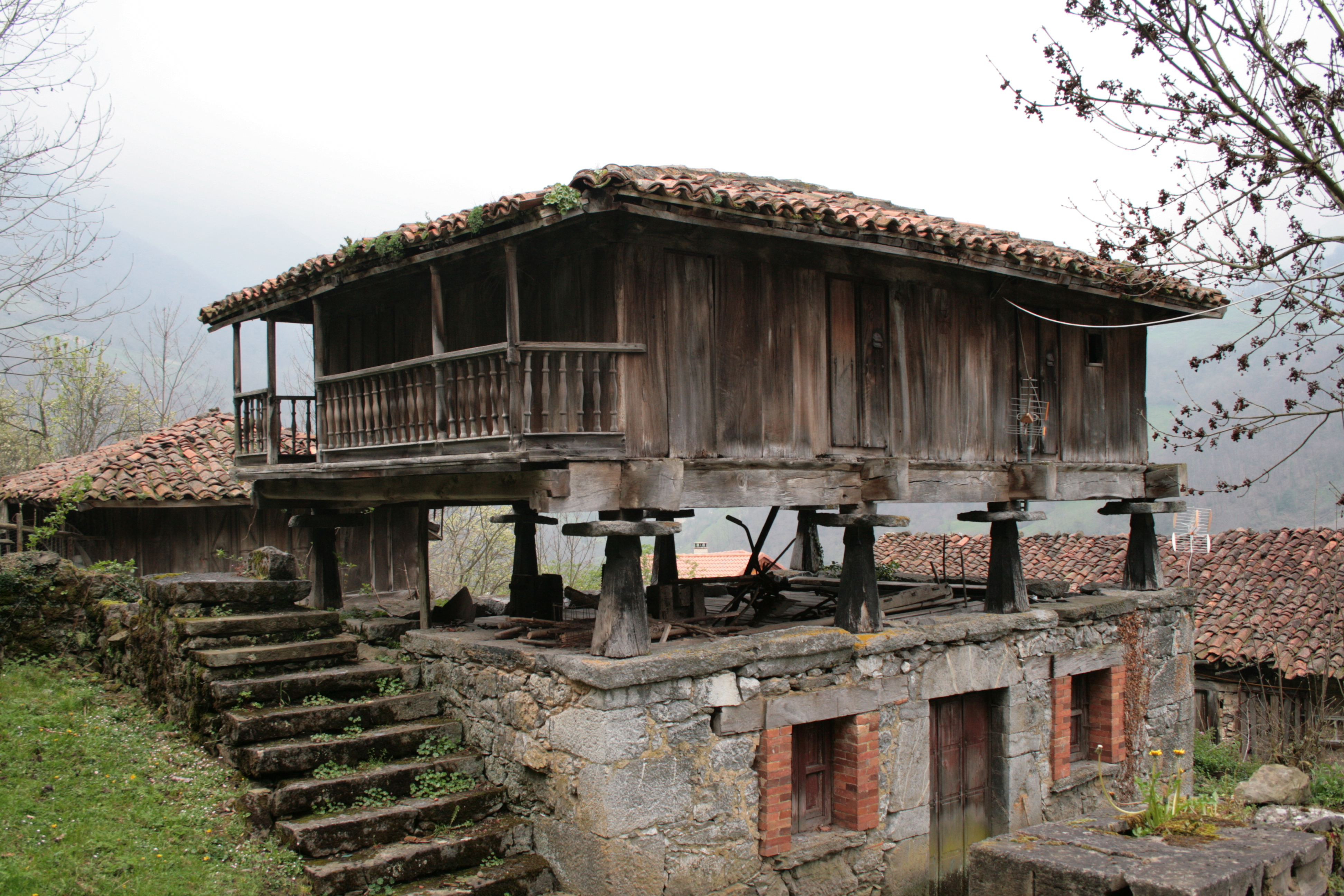
Panera en Pola de Lena, Asturias.

### Hórreo leonés

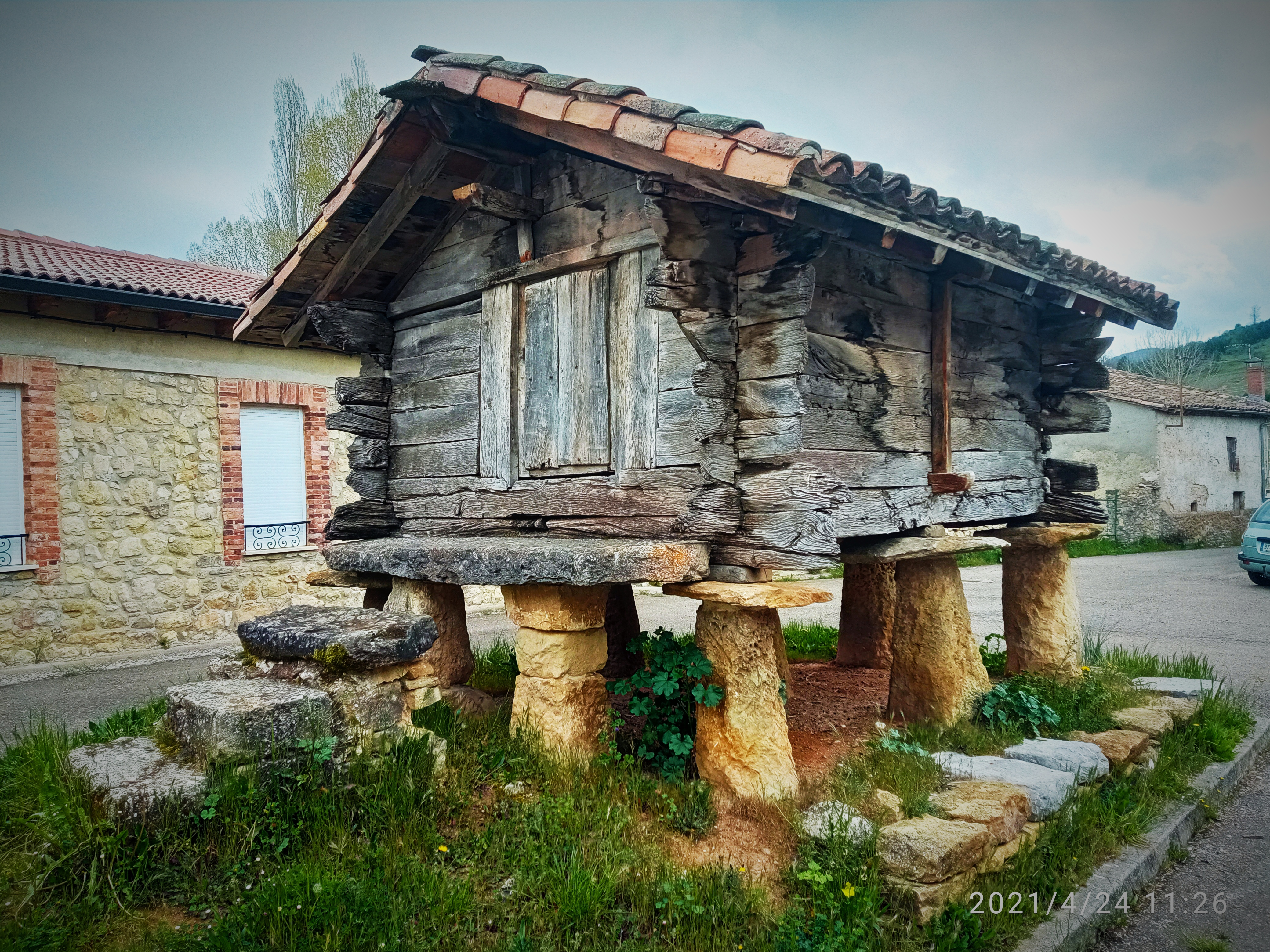
Hórreo del siglo XIII, en Las Bodas, León.

### Hórreo cántabro

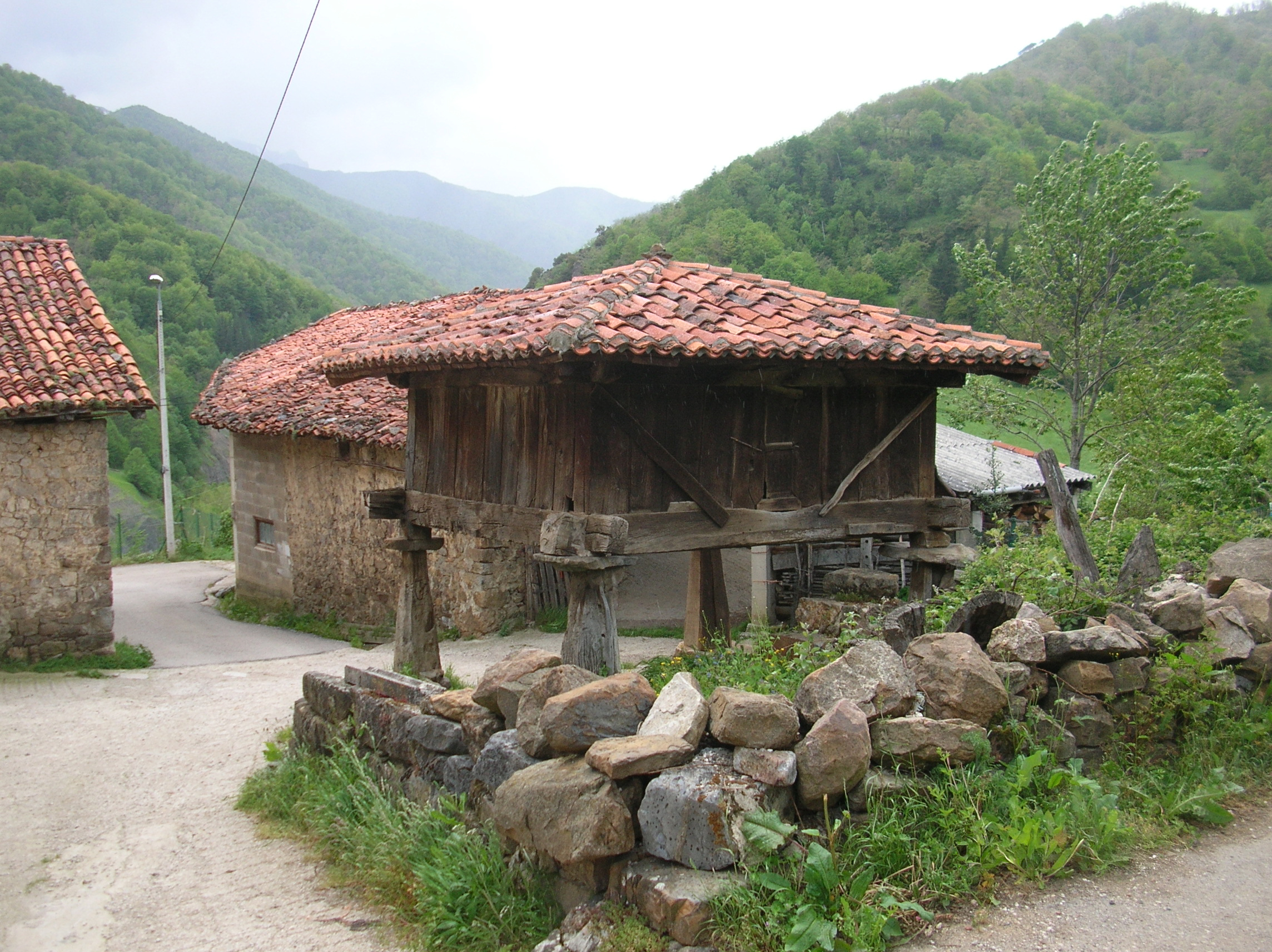
Hórreo en Cosgaya, Cantabria.

### Hórreo vasco

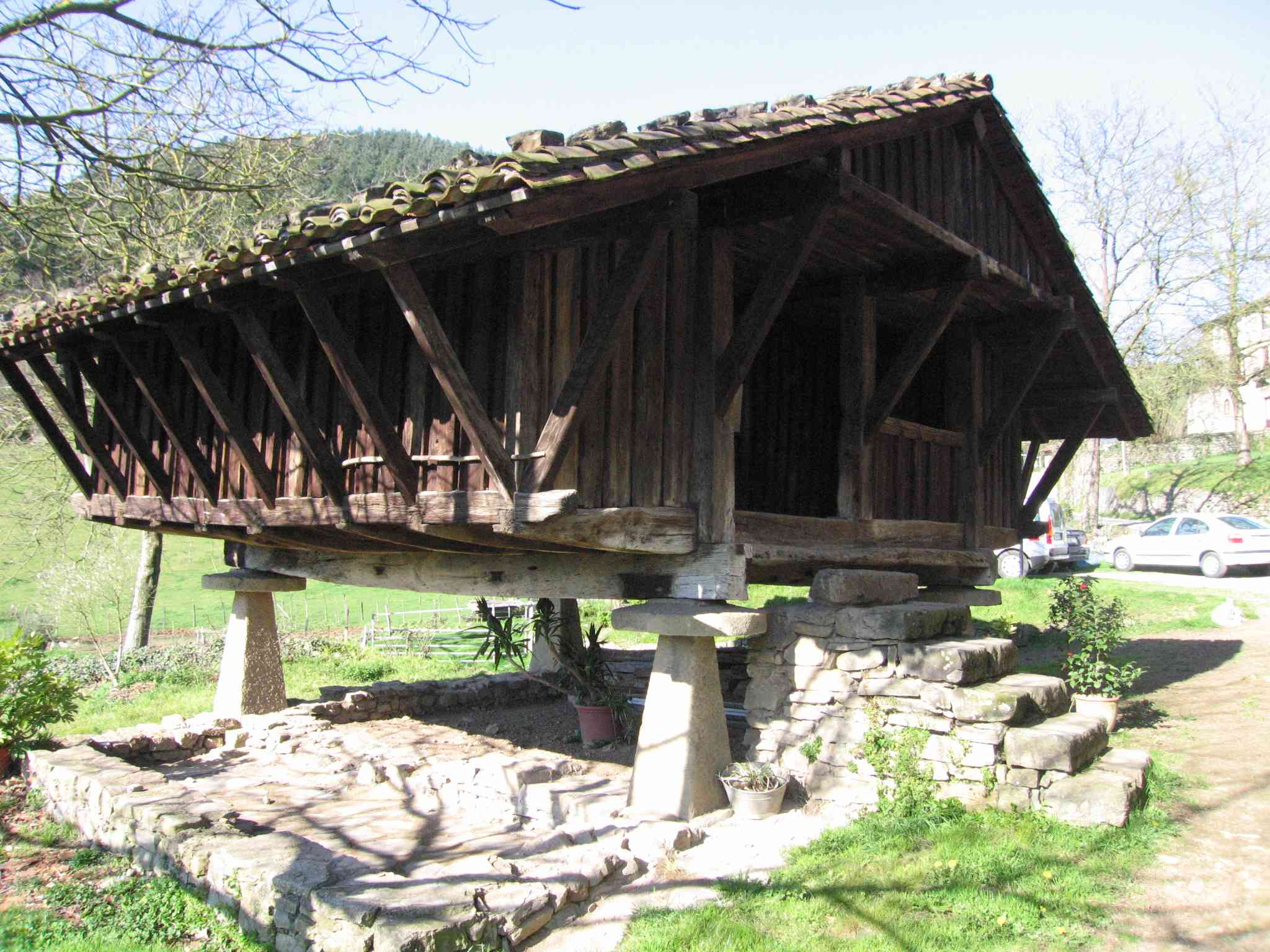
Garaia del Caserío Agerre, Vergara, País Vasco.

### Hórreo navarro

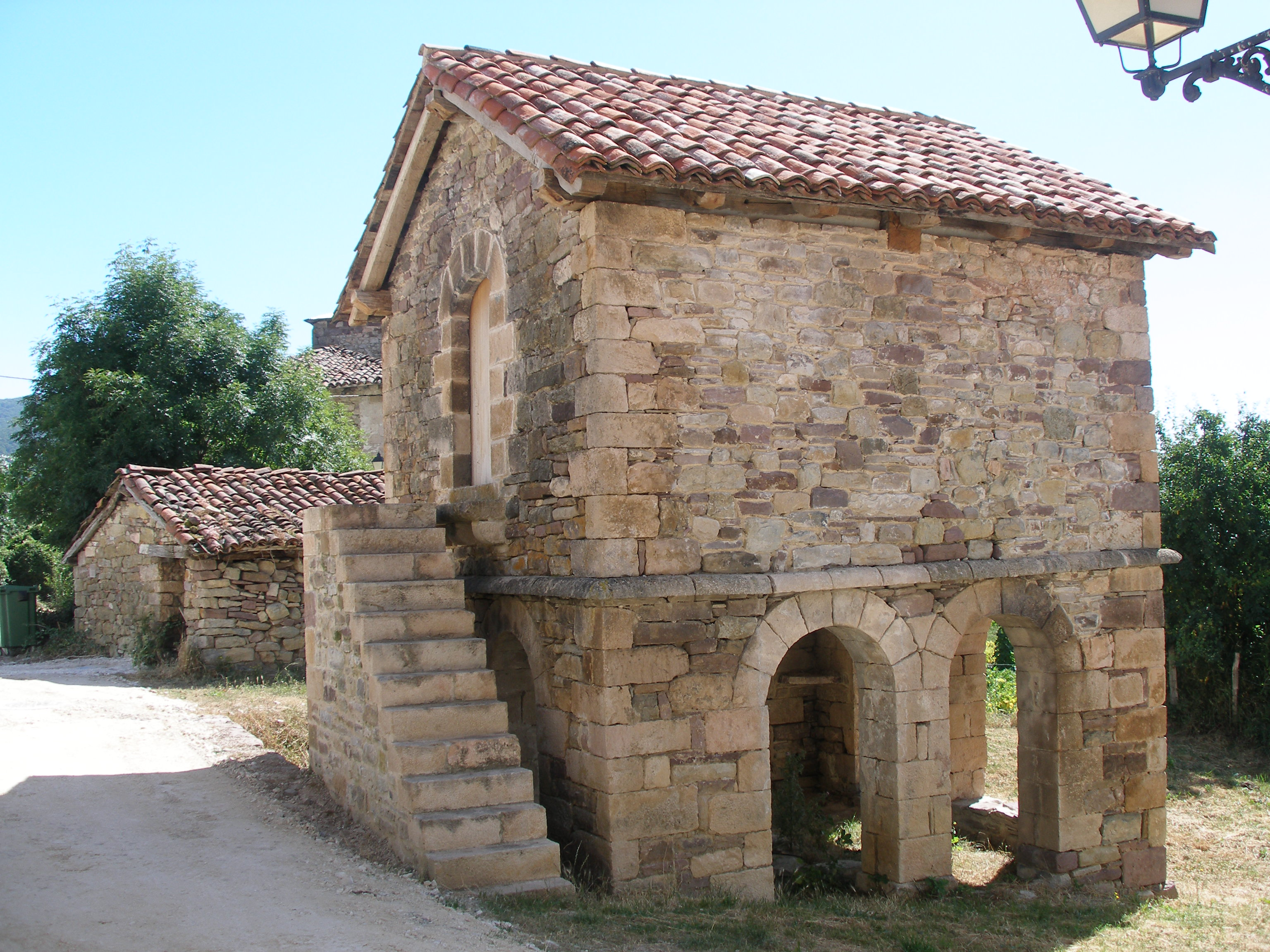
Garaia en Lusarreta, Navarra.

### Hórreo portugués o espigueiro

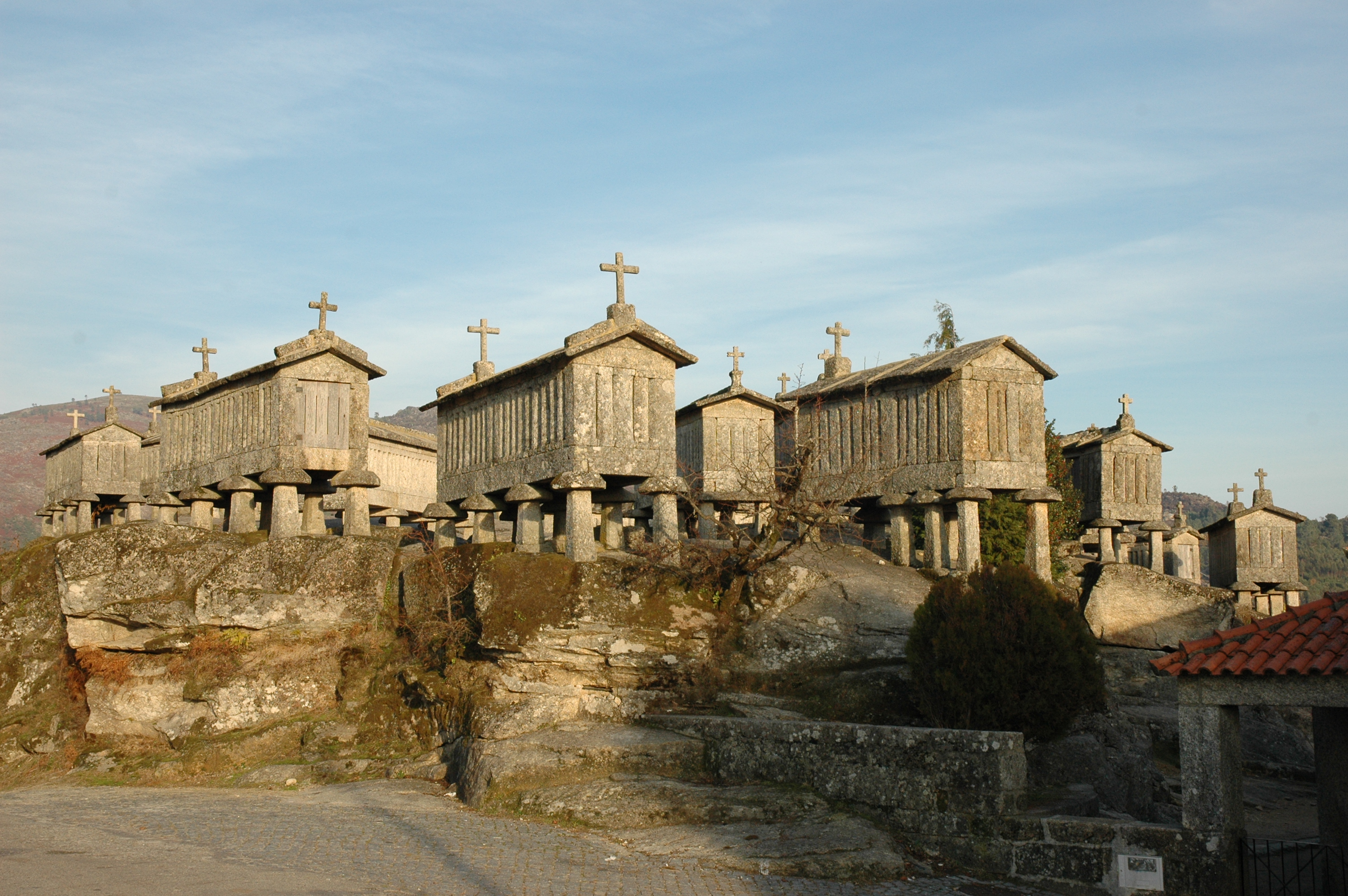
Espigueiros en Arcos de Valdevez, Portugal.

## Marco jurídico

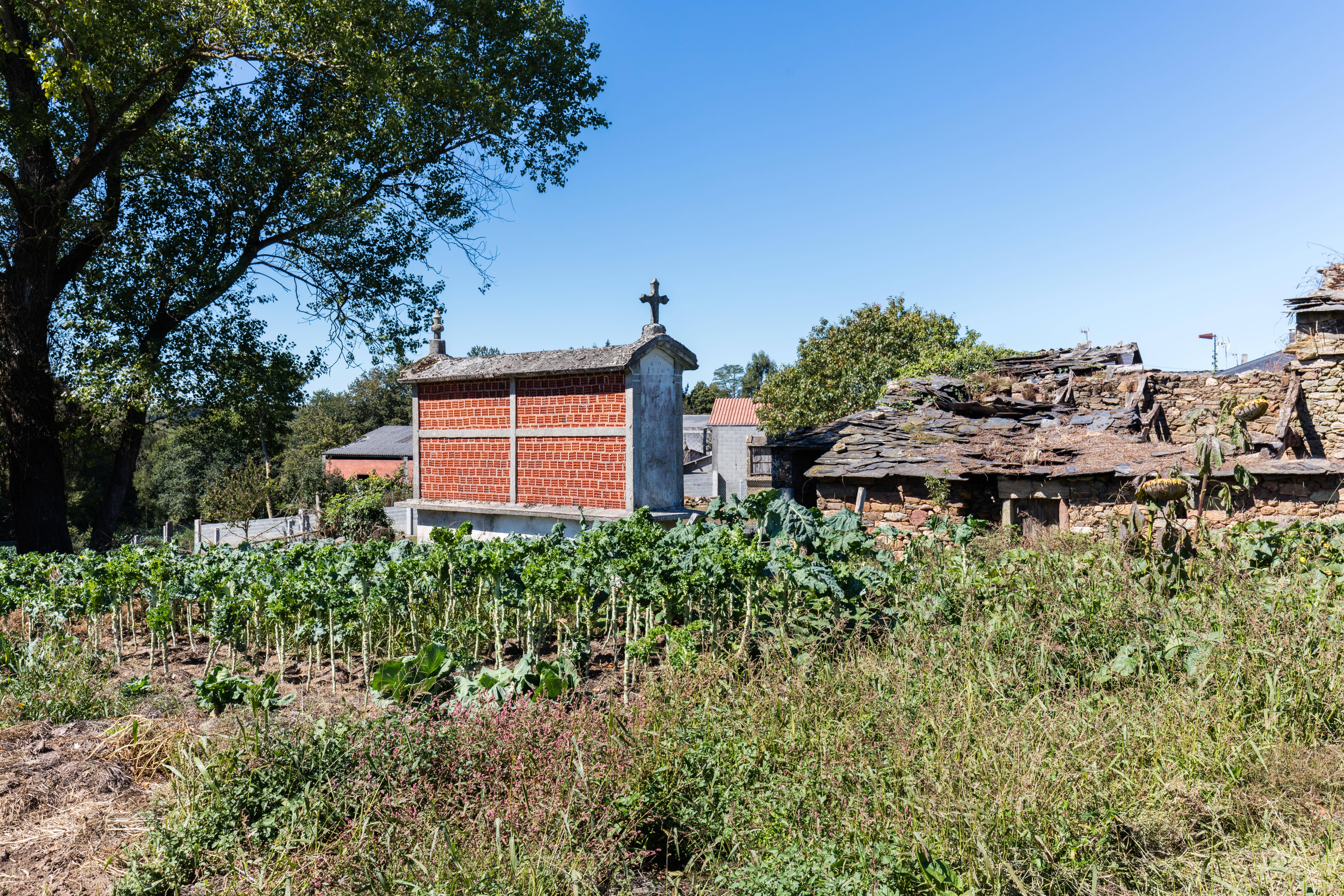
Hórreo moderno en Lugo.

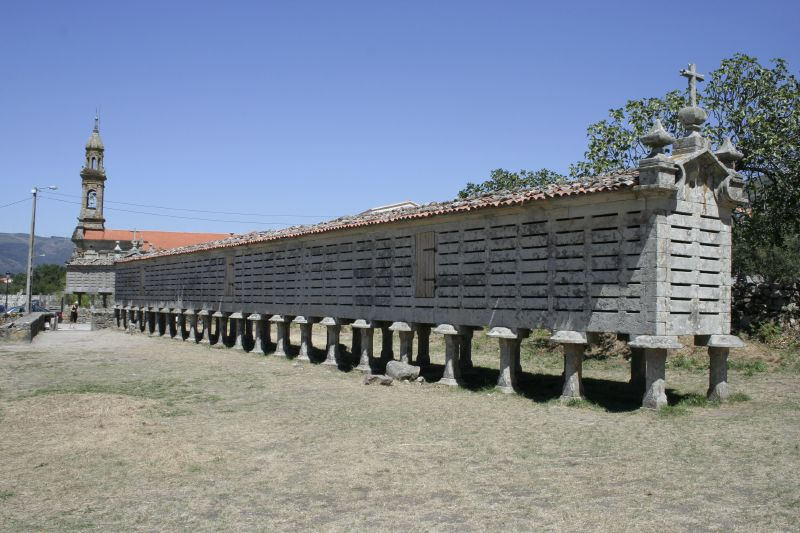
El hórreo de Carnota, La Coruña, es un Patrimonio cultural de Galicia y un Monumento del patrimonio histórico de España.

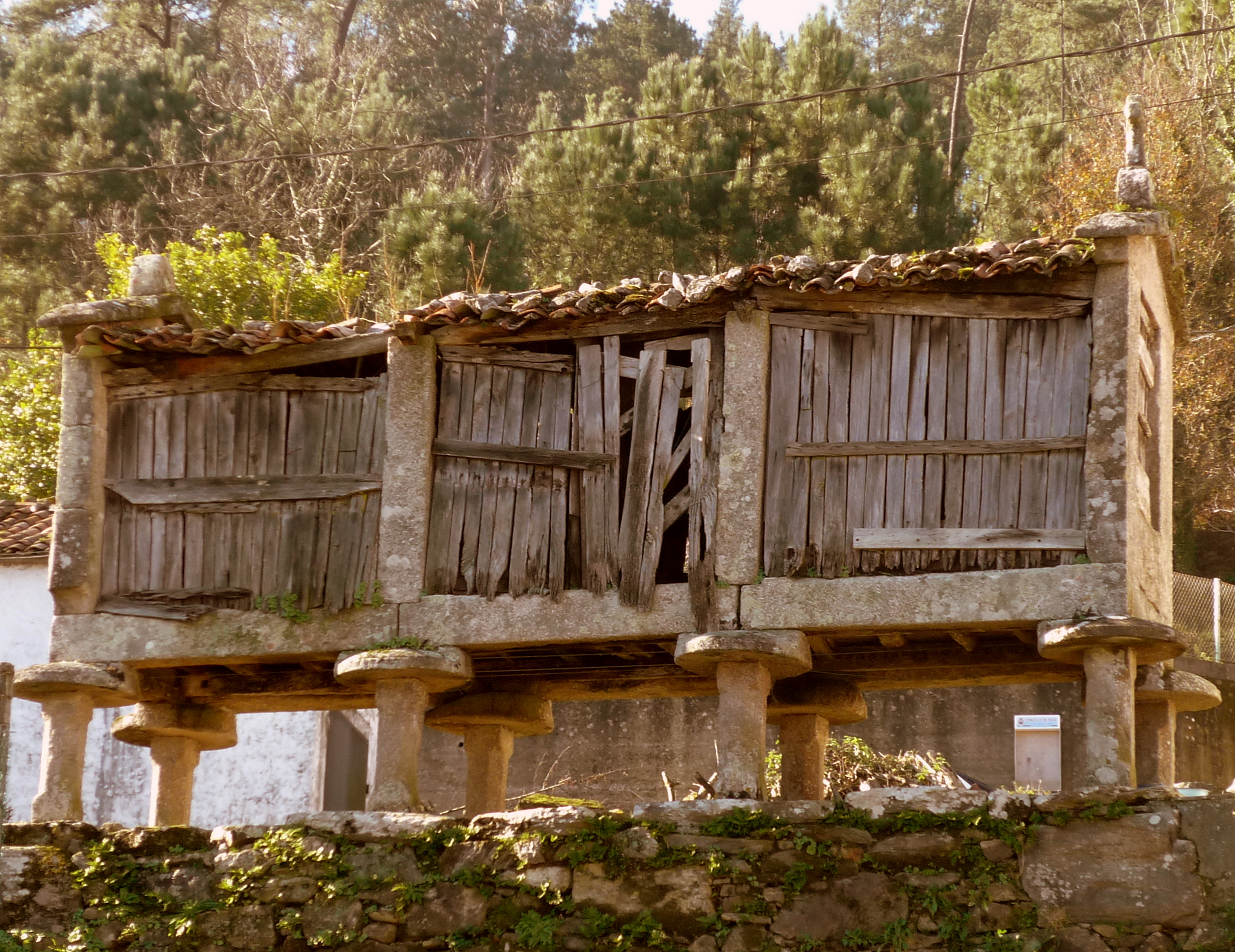
Hórreo en estado semirruinoso en Argalo, Noya, La Coruña.

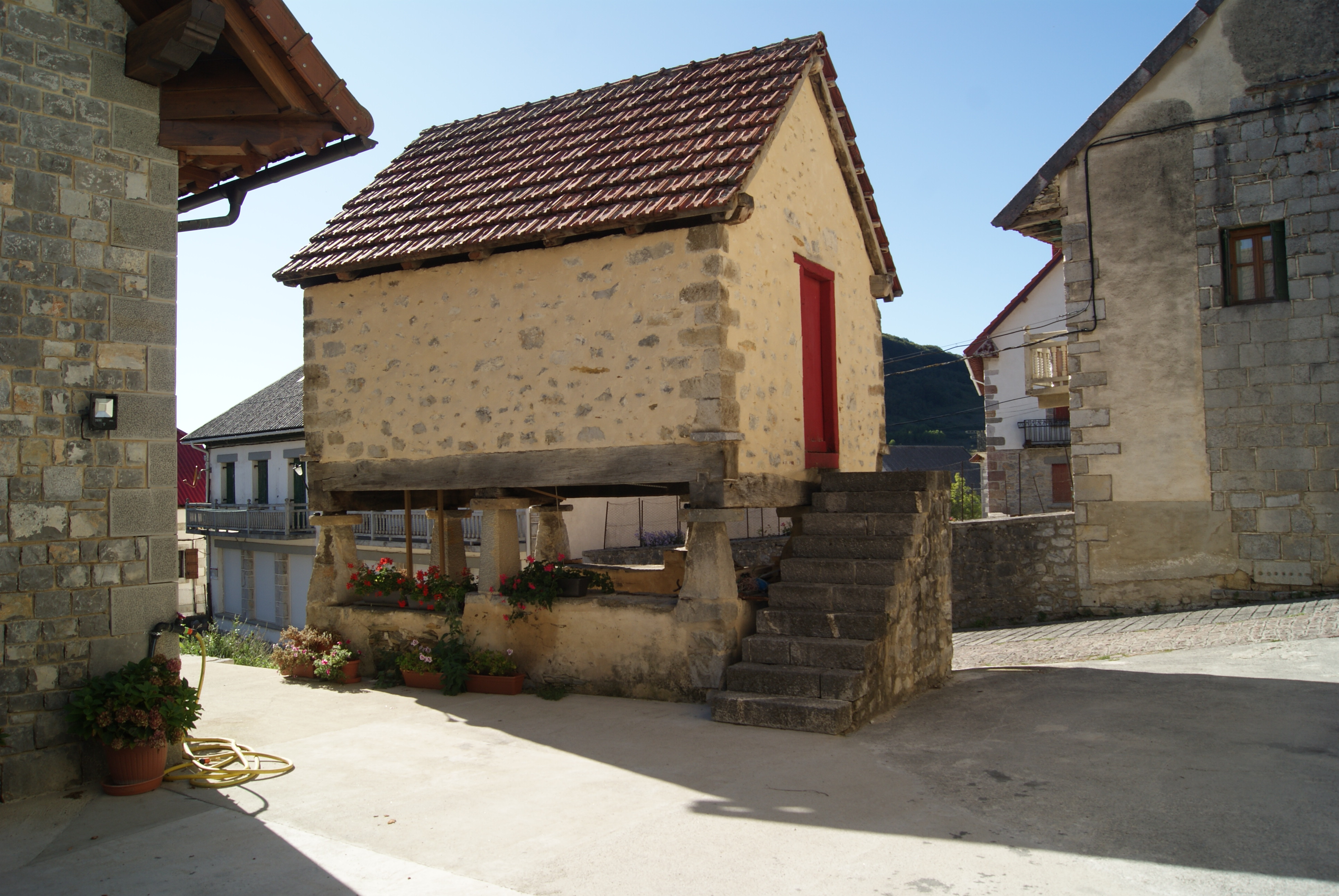
Garaia de la Casa Elizondo, Hiriberri, Navarra.

## Origen e historia

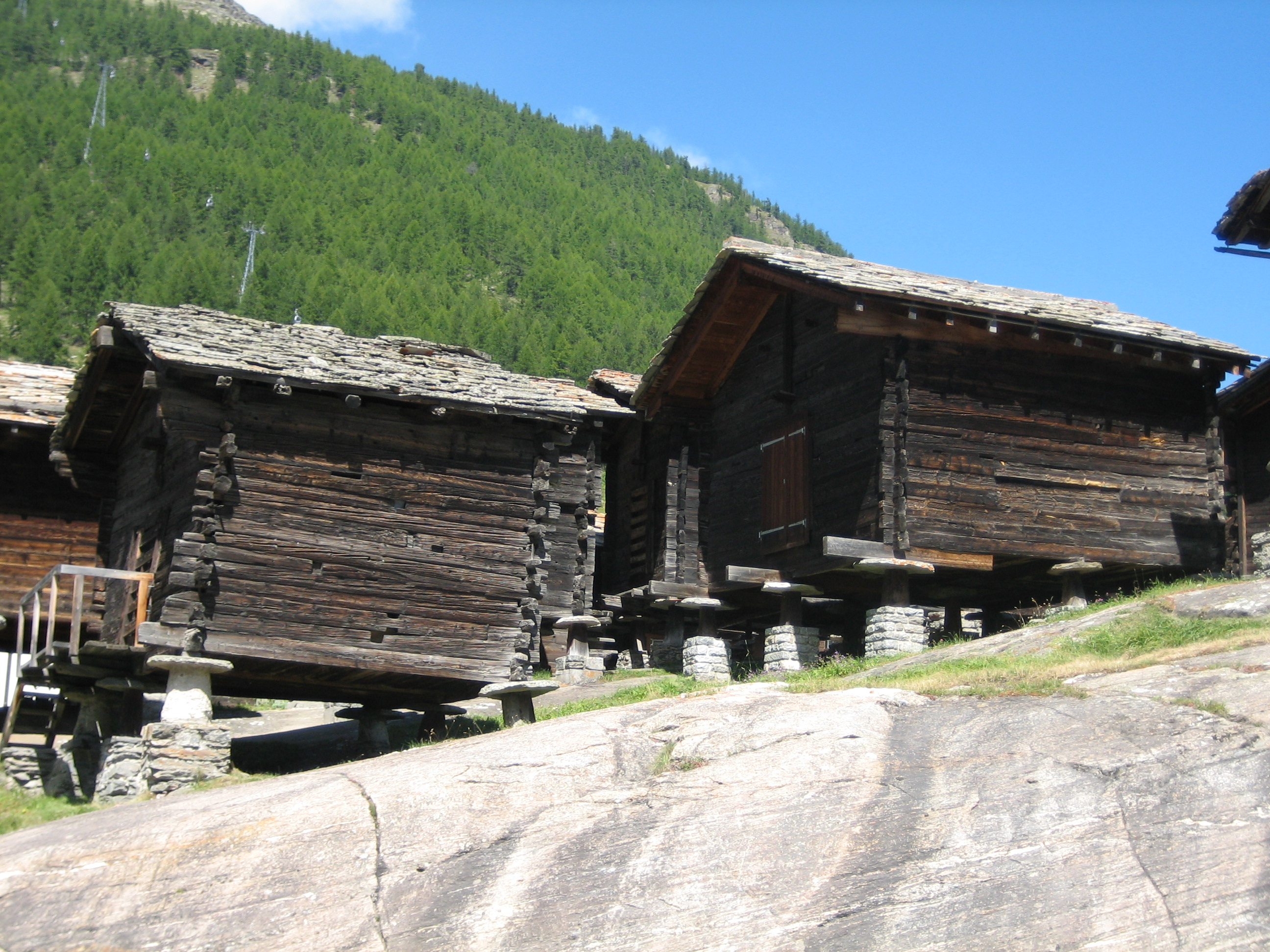
Graneros en Suiza.

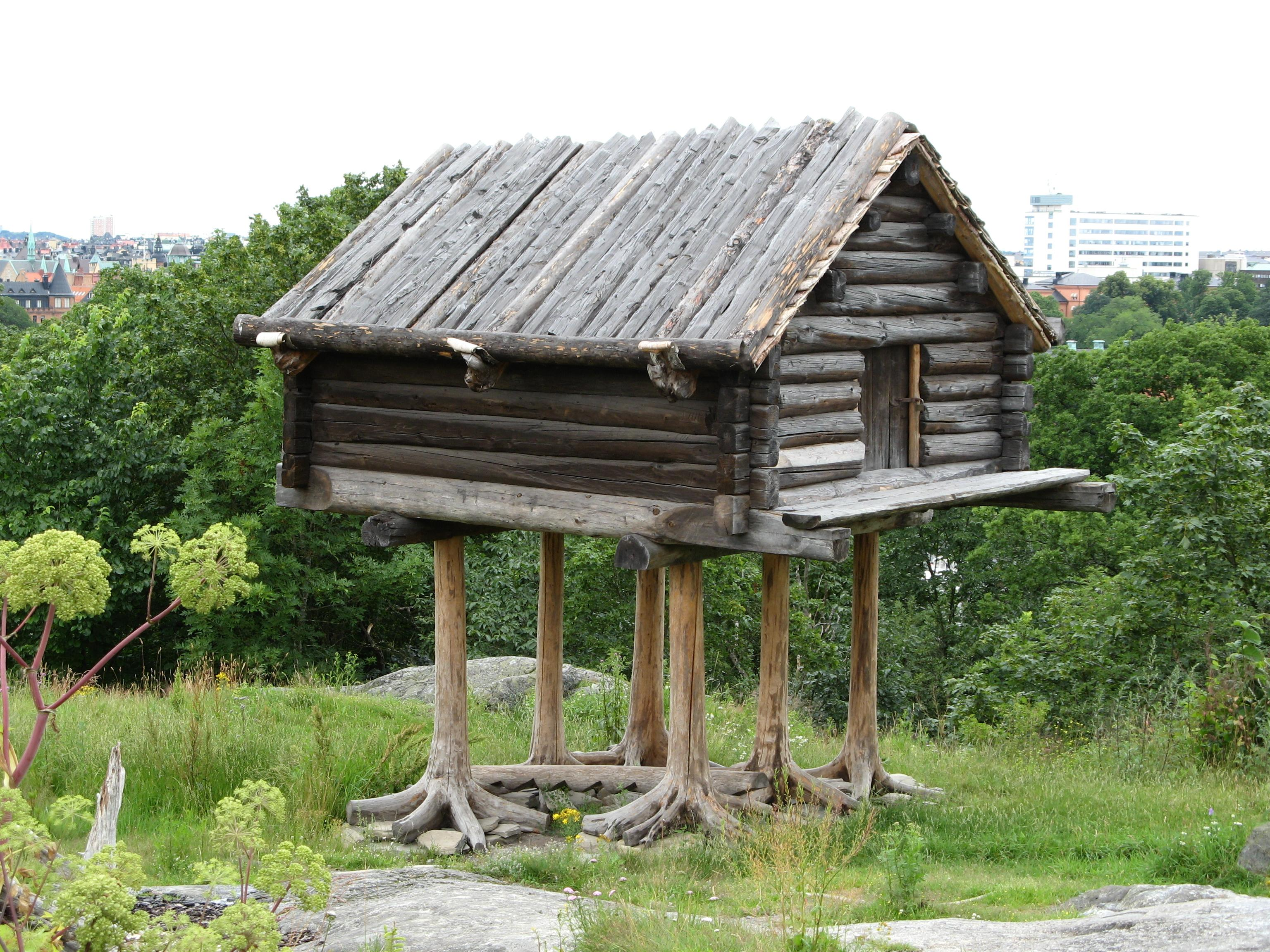
Granero en Suecia.

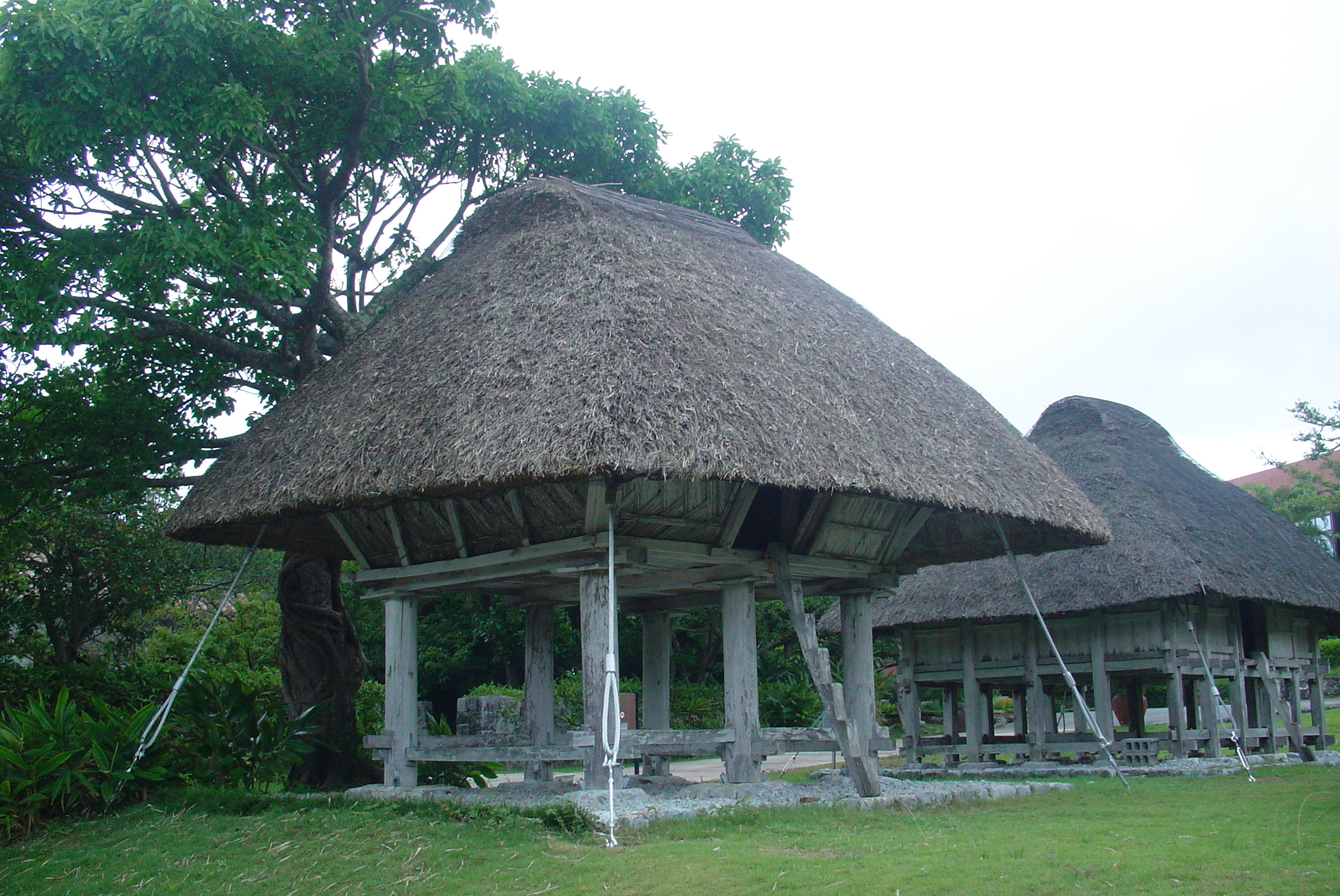
Graneros en Okinawa, Japón.